# Radinovići (Zenica, BiH)
Radinovići  su naseljeno mjesto u gradu Zenici, Federacija Bosne i Hercegovine, BiH.

## Stanovništvo

### 1991.
Nacionalni sastav stanovništva 1991. godine, bio je sljedeći:
ukupno: 249
- Muslimani - 246 (98,80%)
- ostali, neopredijeljeni i nepoznato - 3 (1,20%)

### 2013.
Nacionalni sastav stanovništva 2013. godine, bio je sljedeći:
ukupno: 180
- Bošnjaci - 180 (100%)